# Juan José Borrelli
Juan José Borrelli (* 8. November 1970 in Buenos Aires, Argentinien) ist ein ehemaliger argentinischer Fußballspieler und -trainer.
Juan José Borrelli, der im zentralen offensiven Mittelfeld spielte, begann seine Profikarriere bei den Jugendabteilungen des argentinischen Traditionsvereins River Plate, bei dem er bis 1990 spielte. In der Saison 1990/1991 bekam Borrelli einen Profivertrag und wechselte in den Kader der Herren-Mannschaft, in der er mit River Plate die Apertura-Meisterschaft gewinnen konnte. Im Sommer 1991 wechselte Borrelli nach Griechenland zu Panathinaikos Athen, wo er neben zwei Meisterschaften (1995, 1996) und drei Pokalsiegen (1993, 1994, 1995) auch zweimal den Griechischen Supercup gewinnen konnte (1993, 1994). In dieser für Borrelli sportlich erfolgreichsten Zeit seiner Karriere schaffte er es 1996 bis ins Halbfinale der UEFA Champions League, bevor er schließlich mit Panathinaikos, trotz eines 1:0-Auswärtssiegs bei Ajax Amsterdam, ausschied. Mit vier erzielten Champions League Toren gehörte Borrelli dabei zu den besten Akteuren seiner Mannschaft und veranlasste so Trainer Daniel Passarella, ihn in die Argentinische Fußballnationalmannschaft zu berufen. Er kam auf insgesamt sieben Einsätze. In den folgenden Jahren seiner Karriere wechselte Borrelli mehrmals seine Mannschaft und konnte dabei 1997 mit River Plate ein weiteres Mal die Apertura-Meisterschaft gewinnen. Im Januar 2002 kehrte er noch einmal nach Griechenland zurück und unterschrieb einen Vertrag über sechs Monate beim damaligen Erstligisten Akratitos Ano Liosia, wo er schließlich seine aktive Karriere beendete.
Nach seiner Spielerkarriere übernahm Borrelli das Traineramt bei River Plates Jugendmannschaft.

## Karriere
| Zeitraum  | Verein                    |
| bis 1990  | River Plate (Jugend)      |
| 1990–1991 | River Plate               |
| 1991–1996 | Panathinaikos Athen       |
| 1996–1997 | Real Oviedo               |
| 1997–1998 | River Plate               |
| 1998–2000 | CA San Lorenzo de Almagro |
| 2000–2001 | Tigres                    |
| 2001–2002 | Deportivo Maldonado       |
| 2002      | Akratitos Ano Liosia      |

## Erfolge
- Argentinischer Meister: 1991 (Apertura), 1997 (Apertura)
- Griechischer Meister: 1995, 1996
- Griechischer Pokalsieger: 1993, 1994, 1995
- Griechischer Supercup: 1993, 1994

| Personendaten    | Personendaten                 |
| ---------------- | ----------------------------- |
| NAME             | Borrelli, Juan José           |
| KURZBESCHREIBUNG | argentinischer Fußballspieler |
| GEBURTSDATUM     | 8. November 1970              |
| GEBURTSORT       | Buenos Aires                  |